# Старый Посад (Карагайский район)
Старый Посад — деревня в Карагайском районе Пермского края России. Относится к Нердвинскому сельскому поселению.
Ранее деревня называлась селом Кокшаровским, имелась церковь.
В деревне есть 2 улицы: Верхняя и Нижняя.

## Население
| 2010 |
| ---- |
| 124  |

## Известные уроженцы
Родина Федота Волегова — одного из первых крупнейших краеведов Пермского края (вместе с братом Василием).